# Distretto di Mvouti
Mvouti è un distretto della Repubblica del Congo, che fa parte del dipartimento di Kouilou. È composto dal centro abitato omonimo e dall'area rurale circostante.